# Смертельний друг
 «Смертельний друг» (англ. Deadly Friend) — кінофільм жанру наукова фантастика і жахи. Екранізація роману Діани Генстелл «Друг» (англ. Friend).

## Сюжет
Підліток Пол Конвей і його мати Джинні переїжджають у нове місто, де живуть у приватному будинку. Пол вивчає мозок в місцевому коледжі та розвиває робота, на ім'я ВВ (Бі-бі), створеного ним. ВВ під керівництвом господаря намагається в різних ситуаціях діяти та думати як самостійна людина, іноді це йому вдається. Пол знаходить також нових друзів: Тома і дівчинку, на ім'я Саманта (Семі), яка живе по сусідству з будинком сім'ї Конвей. Іншим сусідом є стара леді Ельвіра Паркер, яка ненавидить, якщо хтось потрапляє на територію її ділянки.
У Хелловін вночі Пол, Том і Саманта відкривають замок на її воротах і намагаються проникнути в будинок, щоб забрати їхній баскетбольний м'яч. ВВ застрелений старою леді. Семі — дівчинка, у якої божевільний батько, він її завжди тримає в страху. В ту ніч Семі вперше поцілувалася з Полом. Побачивши це, батько б'є дівчину і спускає її по сходах в будинку. Семі отримує найсильніший удар голови — смертельну рану. Лікарі кажуть Полу, що їй довго не прожити.
Тоді Пол змушує Тома працювати з ним, щоб допомогти врятувати Семі. Його план: викрасти подругу з лікарні до того, як їй відключать апарат життєзабезпечення. На жаль, друг не встигає на кілька хвилин — дівчинка помирає. Але Пол не здається, бере чип від процесора ВВ і хірургічним шляхом впроваджує це в мозок Саманти. За розрахунками Пола, модифікований чип робота може заліковувати рани та воскресити Семі. Саманта активізована дистанційним управлінням BB і оживає, але пізніше вона починає відчувати хвилювання, побачивши свого батька у вікні. Мозок робота та інстинкти первісної людини керують Самантою. Пол в жаху відключає електрозабезпечення.
Але Саманта зуміла уникнути залежності від батарейок і пульта управління. Скоро з сусідніх будинків поліція виносить два тіла, бо Саманта знайшла нелюдську силу і спрагу помсти. Голова її поваленого батька згорає в печі підвалу, а Ельвіра Паркер отримує м'ячем по голові та помирає. Пол намагається зупинити її, а потім врятувати від переслідування поліції, керуючись любов'ю до неї. Саманта теж бачить в ньому єдиного друга, але не сподівається на його допомогу та діє сама. Побачивши себе в дзеркалі, монстр Саманта бачить, що її тіло розкладається. У неї є один вихід — померти … Пол приходить за нею в морг, щоб знову її викрасти. Він бачить холодне тіло … Але воно раптово оживає … Фінальні кадри ми дивимося вже не очима Саманти, а очима робота BB. Він став господарем тіла загиблої дівчинки.

## У ролях
- Меттью Лабортьє —  Пол Конвей
- Крісті Свенсон —  Саманта Прінгл
- Майкл Шеррет —  Слайм
- Енн Твомей —  Дженні Конвей
- Річард Маркус —  Гаррі Прінгл
- Енн Ремсі —  Ельвіра Паркер
- Лі Пол —  Сержант Волчек
- Чарльз Фляйшер —  Голос робота
- Расс Марін —  Доктор Джонсон
- Джоель Хайл —  Шериф

## Факти
- Фільм був знятий через два роки після виходу першого «Жаху на вулиці В'язів» і в цілому дуже добре повторює ідеї режисера Веса Крейвена тих років.
- Сюжет картини якоюсь мірою нагадує всесвітньо відомі екранізації Франкенштейна, але в сучасній постановці.